# Équipe de la Mongolie-Intérieure de football
L'Équipe de la Mongolie-Intérieure de football était une équipe constituée par une sélection des meilleurs joueurs de la région autonome de la Mongolie-Intérieure en Chine. 
De 1965 à 1989, elle dispute 25 matchs, avec notamment une rencontre internationale face à l'équipe de  Sao Tomé-et-Principe.
Elle rencontre l'équipe du Tibet et du Ningxia à 5 reprises, le Turkestan oriental 8 fois et 7 fois le Guangxi.

## Liste des matchs joués
| Date       | Résultat                                       | Match  |
| ---------- | ---------------------------------------------- | ------ |
| 30-08-1978 | Mongolie-Intérieure 0 - 2 Sao Tomé-et-Principe | Amical |

## Matchs par adversaire
| Date | Résultat                                 | Match  |
| ---- | ---------------------------------------- | ------ |
| 1965 | Mongolie-Intérieure - Turkestan-oriental | Amical |
| 1973 | Mongolie-Intérieure - Guangxi Zhuang     | Amical |
| 1973 | Mongolie-Intérieure - Turkestan-oriental | Amical |
| 1976 | Mongolie-Intérieure - Guangxi Zhuang     | Amical |
| 1977 | Mongolie-Intérieure - Ningxia            | Amical |
| 1977 | Mongolie-Intérieure - Tibet              | Amical |
| 1978 | Mongolie-Intérieure - Tibet              | Amical |
| 1978 | Mongolie-Intérieure - Ningxia            | Amical |
| 1978 | Mongolie-Intérieure - Guangxi Zhuang     | Amical |
| 1978 | Mongolie-Intérieure - Turkestan-oriental | Amical |
| 1978 | Mongolie-Intérieure - Tibet              | Amical |
| 1978 | Mongolie-Intérieure - Ningxia            | Amical |
| 1978 | Mongolie-Intérieure - Guangxi Zhuang     | Amical |
| 1978 | Mongolie-Intérieure - Turkestan-oriental | Amical |
| 1979 | Mongolie-Intérieure - Tibet              | Amical |
| 1979 | Mongolie-Intérieure - Ningxia            | Amical |
| 1979 | Mongolie-Intérieure - Guangxi Zhuang     | Amical |
| 1979 | Mongolie-Intérieure - Turkestan-oriental | Amical |
| 1979 | Mongolie-Intérieure - Tibet              | Amical |
| 1979 | Mongolie-Intérieure - Ningxia            | Amical |
| 1979 | Mongolie-Intérieure - Guangxi Zhuang     | Amical |
| 1979 | Mongolie-Intérieure - Turkestan-oriental | Amical |
| 1982 | Mongolie-Intérieure - Turkestan-oriental | Amical |
| 1987 | Mongolie-Intérieure - Guangxi Zhuang     | Amical |
| 1989 | Mongolie-Intérieure - Turkestan-oriental | Amical |